# Jersey City
Jersey City – miasto w Stanach Zjednoczonych, w stanie New Jersey (siedziba hrabstwa Hudson), na półwyspie między ujściami rzek Hudson i Hackensack do Oceanu Atlantyckiego. Według spisu ludności z roku 2010, w Jersey City mieszkało 247 597 mieszkańców. Miasto to nazywane jest potocznie Sixth borough (Szóstą dzielnicą Nowego Jorku). W granicach administracyjnych Jersey City znajduje się wyspa Liberty Island ze Statuą Wolności. W mieście tym znajduje się Pomnik Katyński autorstwa Andrzeja Pityńskiego.

## Gospodarka
W mieście rozwinął się przemysł elektrotechniczny, chemiczny, odzieżowy, maszynowy oraz spożywczy.

## Miasta partnerskie
- Weehawken, USA
- Oviedo, Hiszpania
- Cherry Hill, USA
- Lizbona, Portugalia